# 4Linux
4Linux é uma empresa brasileira de TI fundada em 2001.

## História
A 4Linux nasceu em 1995 quando 4 universitários se reuniam para trocar experiências sobre o Linux mas foi formalmente constituída como empresa em 2001 devido a crescente demanda de clientes corporativos buscando soluções baseadas em software livre. Atualmente é a mais renomada escola de Linux do Brasil - que já treinou mais de 70.000 alunos. Com projetos pioneiros é uma empresa sempre presente em eventos com palestras e estudos de caso, dentro e fora do Brasil.
Desde 2006 presta suporte à softwares livres em ambientes de missão crítica para a Caixa Econômica Federal, um dos principais cases mundiais de uso de padrões abertos: atualmente quando um cidadão faz uma aposta nas loterias, saca dinheiro em um ATM (caixa eletrônico), recebe um SMS com o saldo de seu FGTS ou simula o valor de um financiamento imobiliário no 'feirão' da casa própria, está usando uma infraestrutura baseada em softwares livres com serviços prestados pela 4Linux.
Além da Caixa, a empresa realizou outras implementações de software livre do Brasil, entre elas: Metrô de São Paulo, Casa da Moeda do Brasil, Ceagesp e Projeto CDTC (Centro de Difusão de Tecnologia e Conhecimento) – uma parceria entre a IBM e o ITI – que envolveu, entre outras ações, a maior capacitação em Linux do Brasil: 785 educadores do MEC foram treinados em Linux.
Idealizadora do Hackerteen – projeto de edutainment (entretenimento educacional) para jovens da geração internet sobre segurança da computação, empreendedorismo na Internet e ética hacker – que foi avaliado como “primeiro e único no mundo” pela Harvard Business School.
Sempre buscando inovar, a 4Linux criou a Rankdone um Marketplace de testes online para ranquear candidatos em processos de recrutamento e seleção.

## Linux Professional Institute
Foi responsável pela vinda do  Linux Professional Institute (LPI) para Brasil. Isso ocorreu quando, em 2002, trouxe  Jon "Maddog" Hall para aplicar a primeira prova do  LPI no país.
Em 2004, a ONG  LPI Brasil foi convidada a apresentar em Dakar na África, seu modelo de crescimento em provas  LPI no Brasil e também para capacitar novos Proctors (aplicadores de provas  LPI).
Em 2005, o então presidente do  LPI, Evan Leibovitch, veio ao Brasil para conhecer o projeto Hackerteen que naquela data tinha o profissional mais jovem do mundo certificado pelo LPI.
Em 2006, por mudanças na organização, a ONG  LPI Brasil deixou de existir. A 4Linux permaneceu parceira do  LPI e é afiliada até hoje.